# Голландская печь

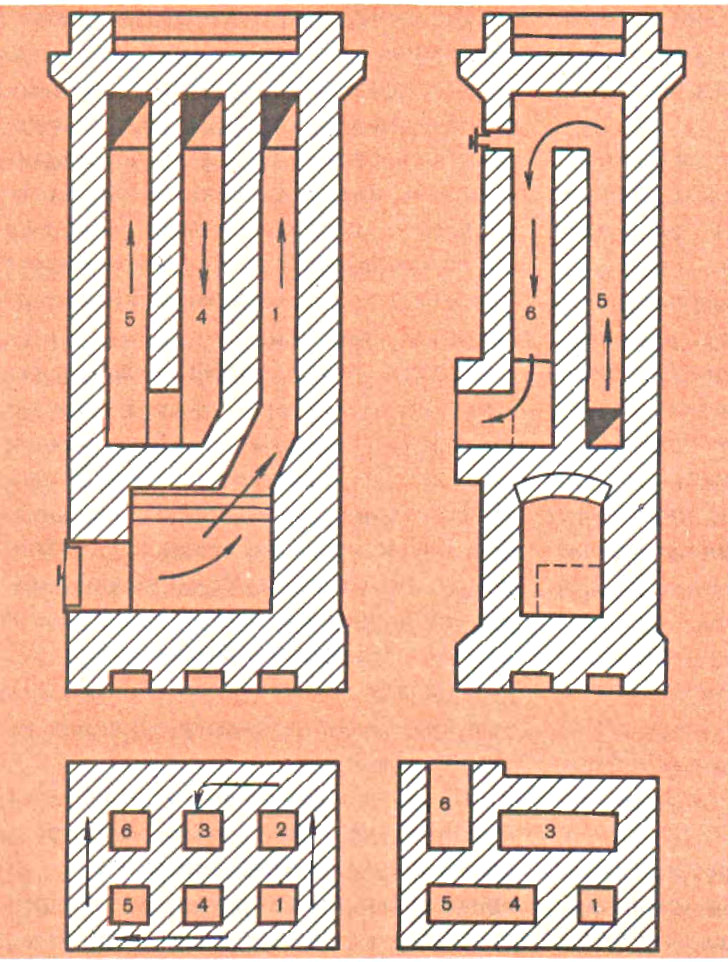
1, 3, 5 — подъёмные каналы
2, 4, 6 — опускные каналы

Голландская печь, голландка — изразцовая печь для отопления помещений.

## История
Появилась в России в первой половине XVIII века. В крестьянских избах её начали устанавливать с середины XIX-го. Была широко распространена до XX века.

## Название
Название «голландка» использовалось в европейской части России (Север, средняя полоса) и в Сибири. В южных регионах России и в Белоруссии печь называется «груба» или «грубка».

## Описание
Высокая прямоугольная печь. Топливная камера большая. Под камеры сплошной (глухой), без колосниковой решётки. Воздух в топливник поступает через приоткрытую топочную дверцу.
Дымоход многооборотный, состоящий из 3—10 (обычно 6) вертикальных каналов, соединённых последовательно: дым из топочной камеры поднимается по первому каналу и опускается по второму, снова поднимается по третьему и так далее. По мере прохождения длинного дымохода газы сильно остывают и неравномерно прогревают печь, что способствует образованию трещин в кладке. Недостаточно высокая температура отходящих в трубу газов и значительное сопротивление дымохода приводят к слабой тяге. Коэффициент полезного действия составляет около 40—55 %.
Положительными качествами голландки являются простота конструкции и хороший прогрев её нижней части.

В живописи
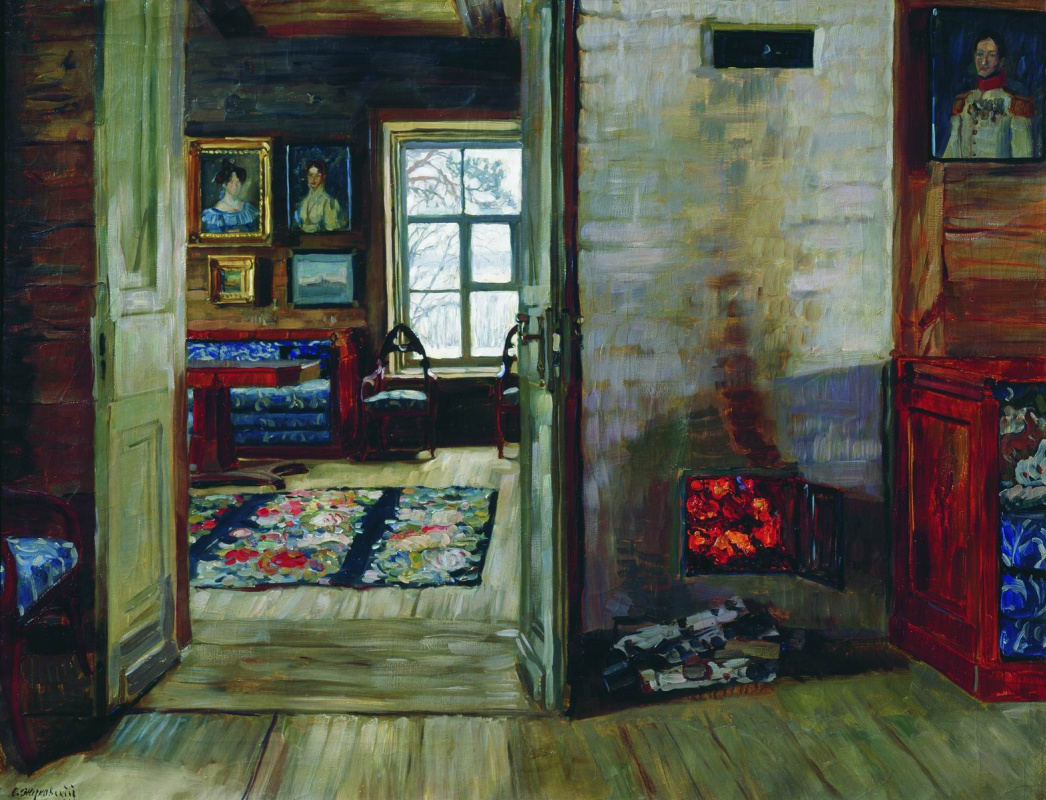
В старом доме Жуковский С.Ю. 1914
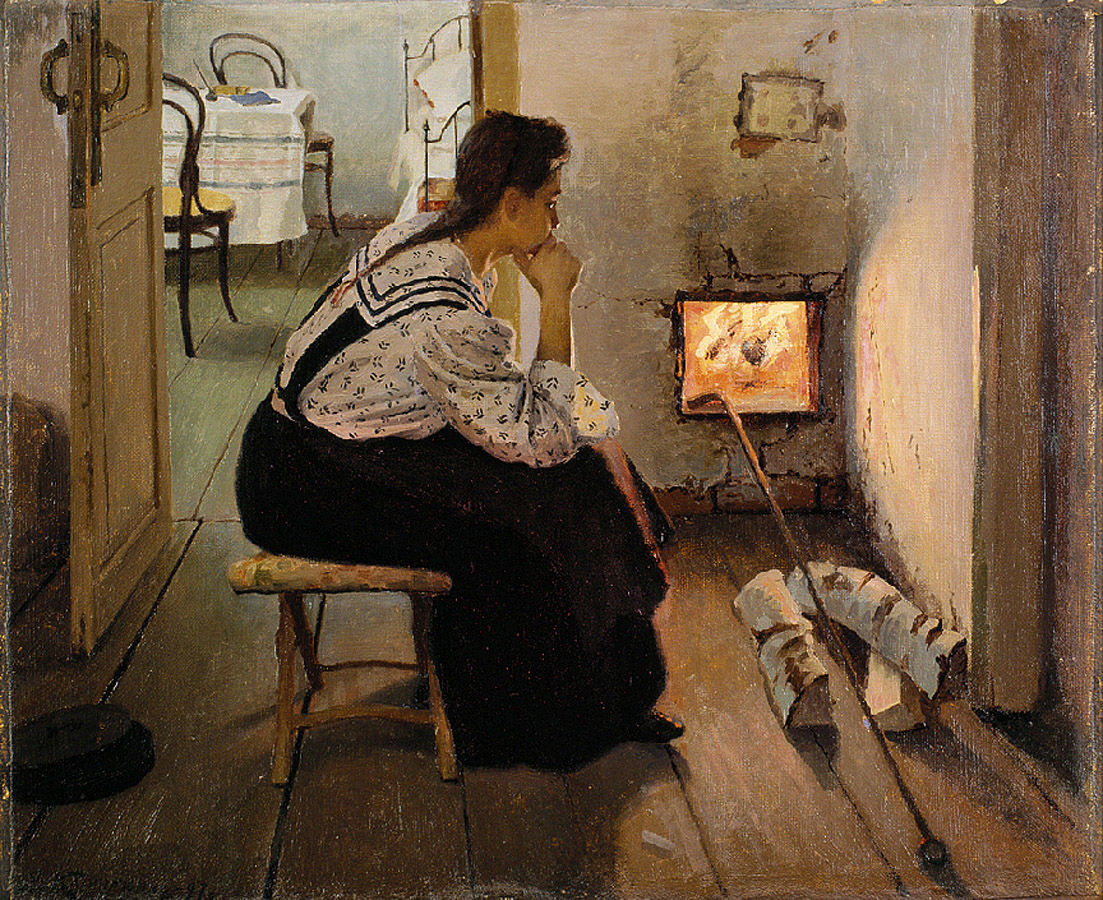
Думы у печки Калиниченко Я. Я. 1897